# Jóhannes Helgason
Jóhannes Helgason (Reikiavik, 16 de junio de 1958) fue un guitarrista conocido por su trabajo en el grupo Þeyr y actualmente trabaja como piloto para Icelandair.

## Las primeras bandas
En el invierno de 1972 Jóhannes Helgason se unió al vocalista Guðmundur Eyjólfsson, el baterista Hilmar Örn Hilmarsson, y el bajista Birgir Ottóson para formar una banda escolar llamada Fatima. Hacia 1974 Eiríkur Hauksson reemplazó a Guðmundur y el guitarrista Sigurgeir Sigmundsson se une a la banda, la cual se separó un año después.

La siguiente agrupación fue Piccolo, la cual duró dos años, y después de la misma, sus integrantes siguieron caminos distintos: Eiríkur alcanzó el éxito como vocalista de la banda noruega Art, y el resto de los integrantes siguieron como músicos de sesión. Jóhannes, se unió al cantante Magnús Guðmundsson, el bajista Hilmar Örn Agnarsson, y Hilmar Örn Hilmarsson en batería y sintetizador, que estaban en el grupo Fellibylur, y con la incorporación de la vocalista Elín Reynisdóttir y el baterista Sigtryggur Baldursson formaron una nueva banda llamada Frostrósir (Rosas Congeladas) y tocaron en Reikiavik y sus alrededores. Esta banda abrió el camino a un proyecto más ambicioso.

## Þeyr
En 1979 Frostrósir cambió su nombre a Þeyr y Hilmar Örn Hilmarsson pasó a colaborar con algunas letras y como mánager de la banda junto a Guðni Rúnar Agnarsson. En ese año se contactaron con Svavar Gestsson del sello SG-Hljómplötur y le presentaron dos canciones. Una vez obtenido el acuerdo discográfico empezaron a grabar en enero de 1980 hasta febrero y se tomaron una pausa hasta septiembre, período que les sirvió para ser influenciados por el New Wave, por lo que cambiaron su estilo musical y esto trajo algunos inconvenientes con la discográfica al momento de lanzar su primer álbum. 
El álbum al final fue lanzado con el nombre de Þagað í Hel (Callado Hasta la Muerte) en diciembre de 1980. Posteriormente la banda realizó varias presentaciones para la promoción del disco y la banda se amplió con la llegada del guitarrista Guðlaugur Kristinn Óttarsson. Hacia inicios de 1981, Jóhannes decide dejar la banda para continuar con sus estudios aeronáuticos y Elín también decide abandonar. Magnús quedó como el único vocalista y la banda incorpora al guitarrista Þorsteinn Magnússon.
En 1998, la discográfica Spor lanzó un compilado llamado Nælur, que contiene tres canciones de Þeyr, incluyendo “En”, de Þagað í Hel convirtiéndose en la única canción reeditada del primer álbum ya que las grabaciones originales se perdieron en un incendio en los estudios Tóntækni al poco tiempo de que el álbum fuera lanzado.

## Estudios aeronáuticos
En febrero de 1978 después de terminar la preparatoria en Menntaskólinn við Sund, comenzó a tomar lecciones de vuelo en la escuela Flugtak. En la primavera de 1981 se retiró de Þeyr para concentrarse en sus estudios y obtuvo la licencia de vuelo comercial y la licencia de instructor de vuelo. Comenzó a trabajar para Flugtak por dos años, y más tarde trabajó como instructor de vuelo para Hnit Consulting Engineers.

Desde febrero de 1983 ha estado volando para la compañía Icelandair.
Jóhannes Helgason está casado con Unnur Einarsdóttir y tiene dos hijos: Helgi (1982) y Atli Jóhannesson (1988).

## Discografía

### Primeras bandas
Fatima

- Sin lanzamientos oficiales.

Piccolo

- Sin lanzamientos oficiales.

Frostrósir

- Sin lanzamientos oficiales. Más tarde, esta banda se convirtió en Þeyr.

### Discografía con Þeyr
Álbum:

- 1980 - Þagað í Hel (SG-Hljómplötur)

Apariciones:

- 1998 - Nælur (Spor), compilado islandés.